# La signora del gioco
La signora del gioco (La Dame du jeu) è un film del 1998 scritto e diretto da Anna Brasi.
Il lungometraggio è una coproduzione italo-francese. 

## Trama
Film in costume ambientato nella Venezia del 1580. Tra intrighi, finzione e seduzione si dipana la storia dell'amore di tre uomini per una famosa e bellissima cortigiana. La cortigiana viene anche denunciata alla Santa Inquisizione con l'accusa di aver usato pratiche magiche per cercare di sedurre Jacopo.

## Produzione
Il film è stato prevalentemente girato nella provincia di Venezia.

## Distribuzione
Il film fu distribuito in Italia nel 2002 con il divieto per i minori degli anni 14.